# 黄金树
黄金树（学名：Catalpa speciosa）为紫葳科梓属的植物。其种加词“speciosa”意为“外表美丽的”。

## 形态
落叶乔木，高可达30米。单叶对生，叶宽卵形或卵状长圆形，先端渐尖，背面密生柔毛，基出三脉。圆锥花序顶生，夏初开白色两唇形花，下唇内面有黄色条纹和淡紫色斑点。蒴果细长，果壁厚，果期9至10月。

## 分布
分布在台湾、美国以及中国大陆的广东、山西、河南、河北、浙江、云南、广西、山东、江苏、新疆、福建、陕西等地，目前已由人工引种栽培。

## 别名
白花梓树（广西）